# 约翰·托马斯·罗姆尼·罗宾逊
约翰·托马斯·罗姆尼·罗宾逊（1792年4月23日—1882年2月28日）是一位爱尔兰物理学家与天文学家，1849年任不列顛科學協會会长，1856年当选皇家学会会士，1862年获皇家奖章，月球上的罗宾逊陨石坑以其姓氏命名。